# 躉售旅行業
躉售旅行業（英語：tour wholesaler），為一種旅遊運營模式。
躉售旅行業是指以專業人力配合整體規劃的組織系統，設計易於控制及符合大眾旅客需求的現成遊程（ready made tour），以量化方式包辦同業旅客，並訂定團體名稱，形成定期出發的團體全備旅遊（Group Inclusive Package Tour,G.I.T.）以達到供應商標準後，依量化獎勵（Volume incentive）獲利。